# Acacia elongata
Acacia elongata é uma espécie de leguminosa do gênero Acacia, pertencente à família Fabaceae.